# Храмови и светилишта cтарих Словена
Храмови старих  Словена су биле велелепне грађевине и због тога се о њима надалеко причало. Арапски географ Масуди их у X веку помиње по чувењу, јер их није видео, али његови описи су претерани и граниче се са фантастиком.
У историјским изворима најбоље су описани храмови Балтичких Словена, чије је постојање доказано археолошким ископавањима, од којих је најпознатији Световидов храм у Аркони на острву Рујан, који је срушен 1168. године. Познат је опис који каже да је један од најмногољуднијих градова и седиште идолопоклонства била Ретра, гдје је постојао храм са идолом од злата. Град је имао девет капија и био је окружен језером преко којег се прелазило само једним дрвеним мостом. Њега су могли прећи само они који су дошли да дају жртву или питају жреце за савет.
Археолошка истраживања на локалитету код Новограда у Русији, открила су остатке дрвене конструкције која је идентификована као Перунов храм. О словенским светилиштима се мало зна зато што су у процесу покрштавања уништавани. Светилишта и кипови су увек били окренути ка истику. О светилиштима су се старали пагански свештеници. Њима је указивано поверење да деле правду па чак и да одлучују у име богова. Свештенство је често било важније од владара.